# Utrofina
Utrofina – białko o podobnej strukturze jak dystrofina. Syntetyzowana w wieku płodowym, po porodzie zastępowana przez dystrofinę. Wówczas utrofina jest obecna tylko w złączu nerwowo-mięśniowym, mięśniowo-ścięgnistym oraz mięśniach gładkich. Wykrywana jest jedynie w mięśniach regenerujących się.
Ze względu na podobieństwo do dystrofiny uważa się, że może mieć kliniczne zastosowanie w leczeniu dystofii mięśniowej